# Sabicea nobilis
Sabicea nobilis är en måreväxtart som beskrevs av Ronald D'Oyley Good. Sabicea nobilis ingår i släktet Sabicea och familjen måreväxter. Inga underarter finns listade i Catalogue of Life.